# Batumi
Batumi (tiếng Gruzia: ბათუმი) là thành phố lớn thứ hai Gruzia, nằm giáp Biển Đen, ở Tây Nam nước này. Nằm ở khu vực có khí hậu cận nhiệt đới gần chân dãy núi tiểu Kavkaz, Batumi là một địa điểm du lịch nổi tiếng được ưu thích vì khí hậu thay đổi, các khu du lịch nghỉ dưỡng cạnh biển trong các mùa ấm áp, nhưng vào mùa đông nơi này được bao phủ bởi tuyết. Kinh tế Batumi chủ yếu dựa vào du lịch và đánh bạc, nhưng thành phố cũng đồng thời là một bến cảng quan trọng và trung tâm công nghiệp như đóng tàu, chế biến thực phẩm và công nhiệp nhẹ. Kể từ năm 2010, Batumi chuyển mình với công trình cao ốc hiện đại, cũng như bảo tồn các tòa nhà cổ điển thế kỷ 19 dọc theo Phố Cổ.

## Lịch sử

### Sơ khai
Batumi thuộc khu vực thuộc địa Colchis của Hi Lạp cổ đại, nơi này có tên là Bathus hoặc Bathys – bắt nguồn từ cụm từ Hi Lạp βαθύς λιμεν bathus limen hay βαθύς λιμήν bathys limin nghĩa là "bến cảng nước sâu". Dưới triều Hoàng đế Hadrian (r. 117–138 sau Công Nguyên), nơi này được biến thành một bến cảng La Mã được củng cố bằng pháo đài và sau này bị bỏ trống do đã có pháo đài Petra được xây trong thời kỳ Hoàng đế Justinian I (r. 527–565). Đồn trú bởi lực lượng Byzantine La Mã, nơi này chính thức thuộc quyền sở hữu của vương quốc Lazica cho đến khi bị chiếm đóng bởi những người Ả Rập trong một thời gian ngắn. Nơi này sau đó bị bỏ trống cho đến thế kỷ thứ 9, vùng này trở thành một phần của triều đại Bagrationi của Tao-Klarjeti và tới cuối thế kỷ thứ 10 là Vương quốc Gzuzia với vai trò kế thừa nơi này.
Từ năm 1010, vùng này được cai quản bởi eristavi (phó vương) của vua Gzuzia. Đến cuối thế kỷ 15, sau khi tách khỏi vương quốc Gzuzia, Batumi về tay các Hoàng thân (mtavari) của Guria, một công quốc phía tây Gzuzia dưới quyền vua Imereti.
Một sự kiện đáng chú ý xảy ra vào năm 1444 khi một đội tàu của Burgundian, sau một chuyến thập tự chinh thất bại chống lại Đế quốc Ottoman, đã đi vào Biển Đen và chạm trán với cướp biển dọc theo bờ biển phía đông cho đến khi những người Burgundy do hiệp sĩ Geoffroy de Thoisy chỉ huy bị mai phục khi đang đổ bộ cướp phá Vaty. De Thoisy bị bắt và được thả thông qua trung gian là hoàng đế John IV của Trebizond. Nhờ sự kiện này mà châu Âu biết đến sự hiện diện của Batumi.

### Ottoman cai quản
Vào thế kỷ 15 dưới triều hoàng thân Kakhaber Gurieli, Đế quốc Ottoman đã chinh phục thành phố và khu vực xung quanh này nhưng lại không chiếm giữ nó. Họ trả lại nơi này một thể kỷ sau đó khi đã gây một thiệt hại nghiêm trọng cho quân đội Gzuzia tại Sokhoista. Batumi được người Gzuzia tái kiểm soát vài lần, lần đầu tiên vào năm 1564 bởi hoàng thân Rostom Gurieli, ông này ngay sau đó đã để mất thành phố, và một lần nữa vào năm 1609 bởi Mamia II Gurieli. Năm 1723, Batumi lại trở thành một phần của Đế quốc Ottoman. Cùng với sự chiếm đóng của người Thổ, sự Hồi giáo hóa của vùng theo đạo Thiên chúa giáo bắt đầu nhưng đã kết thúc với nhiều kiến trúc ban đầu được giữ nguyên, sau đó nơi này bị sáp nhập vào Đế quốc Nga sau Chiến tranh Nga-Thổ 1877–78.

### Đế quốc Nga

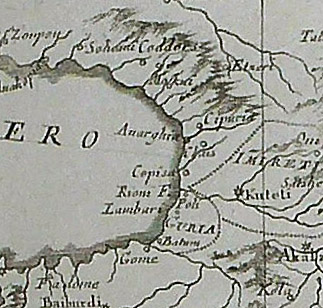
Chi tiết bản đồ của Antonio Zatta, 1784, miêu tả công quốc Guria và thành phố chính của nó là Batumi.

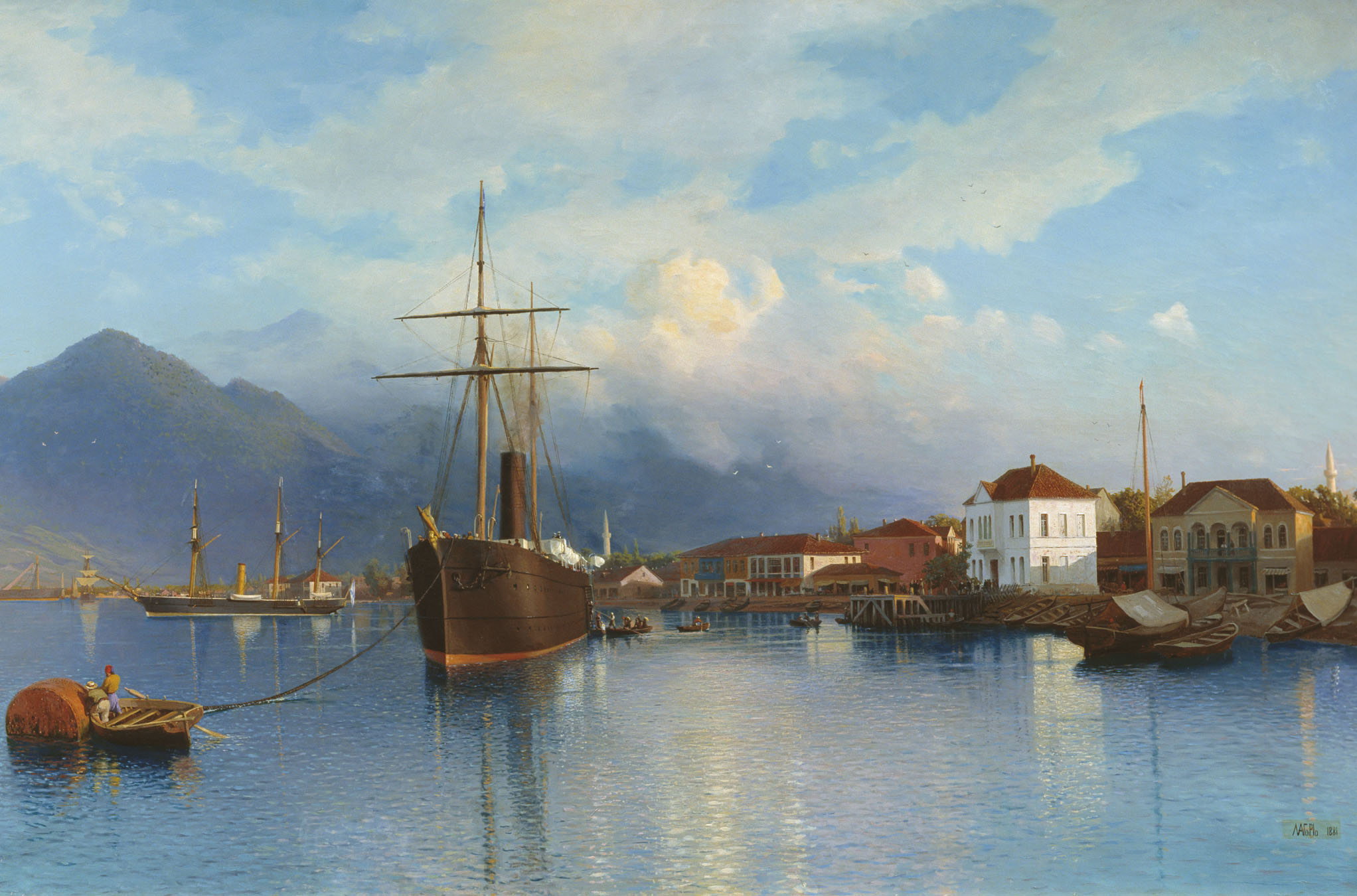
Cảng Batumi vào năm 1881

Đây là bến cảng ở Biển Đen cuối cùng được sáp nhập trong cuộc viễn chinh của Đế quốc Nga tại khu vực Kavkaz. Năm 1878, Batumi bị Đế quốc Nga sáp nhập theo điều khoản của Hiệp ước San Stefano giữa Nga và Đế quốc Ottoman (ký ngày 23 tháng 3) . Người Nga chiếm nơi này vào ngày 28 tháng 8 năm 1878, thành phố được hưởng quy chế cảng tự do cho đến năm 1886. Thành phố đóng vai trò là trung tâm quân sự đặc biệt cho đến khi được chuyển cho Chính quyền Kutaisi ngày 12 tháng 6 năm 1883. Cuối cùng vào ngày 1 tháng 6 năm 1903, cùng với Okrug của Artvin, nơi này được chuyển thành vùng (oblast) Batumi và đặt dưới quyền của chính phủ Trung ương Gzuzia.
Sự mở rộng Batumi bắt đầu vào năm 1883 với việc xây dựng tuyến đường sắt Batumi-Tiflis-Baku (hoàn thành năm 1900) và việc xây đường ống dẫn dầu Baku-Batumi. Nhờ đó, Batumi trở thành cảng dầu chính của Nga ở Biển Đen. Thành phố mở rộng nhanh chóng và dân số tăng vọt: từ chỉ 8,671 cư dân vào năm 1882 đến 12,000 dân vào năm 1889. Đến năm 1902 dân số đã đạt đến con số 16,000, với 1,000 người làm trong ngành lọc dầu cho công ty dầu Biển Caspi và Biển Đen thuộc Baron Rothschild.
Đến cuối thập niên 1880 và sau đó 7400 người Doukhobor di cư đến Canada từ Batumi, sau khi chính phủ đồng ý để họ ra đi. Các Quaker và Tolstoyan giúp quyên góp quỹ để tái định cư các cộng đồng tôn giáo thiểu số, vốn xung đột với chính phủ Đế quốc vì từ chối phục vụ trong quân đội và các vị trí khác. Canada định cư cho họ ở Manitoba và Saskatchewan.

### Chiến tranh, cộng sản và độc lập cuối thế kỷ 20
Trong năm 1901, mười sáu năm trước Cách mạng tháng 10, Joseph Stalin, lãnh tụ tương lai của Liên bang Soviet, sống ở thành phố và tổ chức các cuộc đình công. Ngày 3 tháng 3 năm 1918, Hiệp ước Brest-Litovsk đã trao lại thành phố cho Đế quốc Ottoman; bạo động xảy ra trong những tuần cuối của Thế chiến I đã dẫn đến việc lực lượng Phổ tái chiếm thành phố tháng 4 năm 1918, sau đó là lực lượng Anh vào tháng 12 và đóng quân tại đây cho tới tháng 7 năm 1920. Kemal Atatürk nhượng lại vùng này cho những ngườiBolshevik với điều kiện nơi này phải được trao quyền tự trị, nhằm đảm bảo quyền của người Hồi giáo trong vùng.
Khi Liên Xô sụp đổ năm 1989, Aslan Abashidze được bổ nhiệm làm người đứng đầu hội đồng Adjara và đã cầm quyền trong suốt cuộc bạo loạn trong thập niên 1990. Trong khi các vùng khác như Abkhazia, cố gắng li khai khỏi Gzuzia, Adjara vẫn là một phần lãnh thổ của nước Gzuzia độc lập. Abashidze lợi dụng sự yếu kém của chính quyền trung ương và cầm quyền tại đây như là lãnh chúa Tháng 5 năm 2004, ông này trốn chạy sang Nga do các cuộc phản đối lan rộng ở Tbilisi khơi màu bởi Cách mạng Hoa hồng.

### Ngày nay

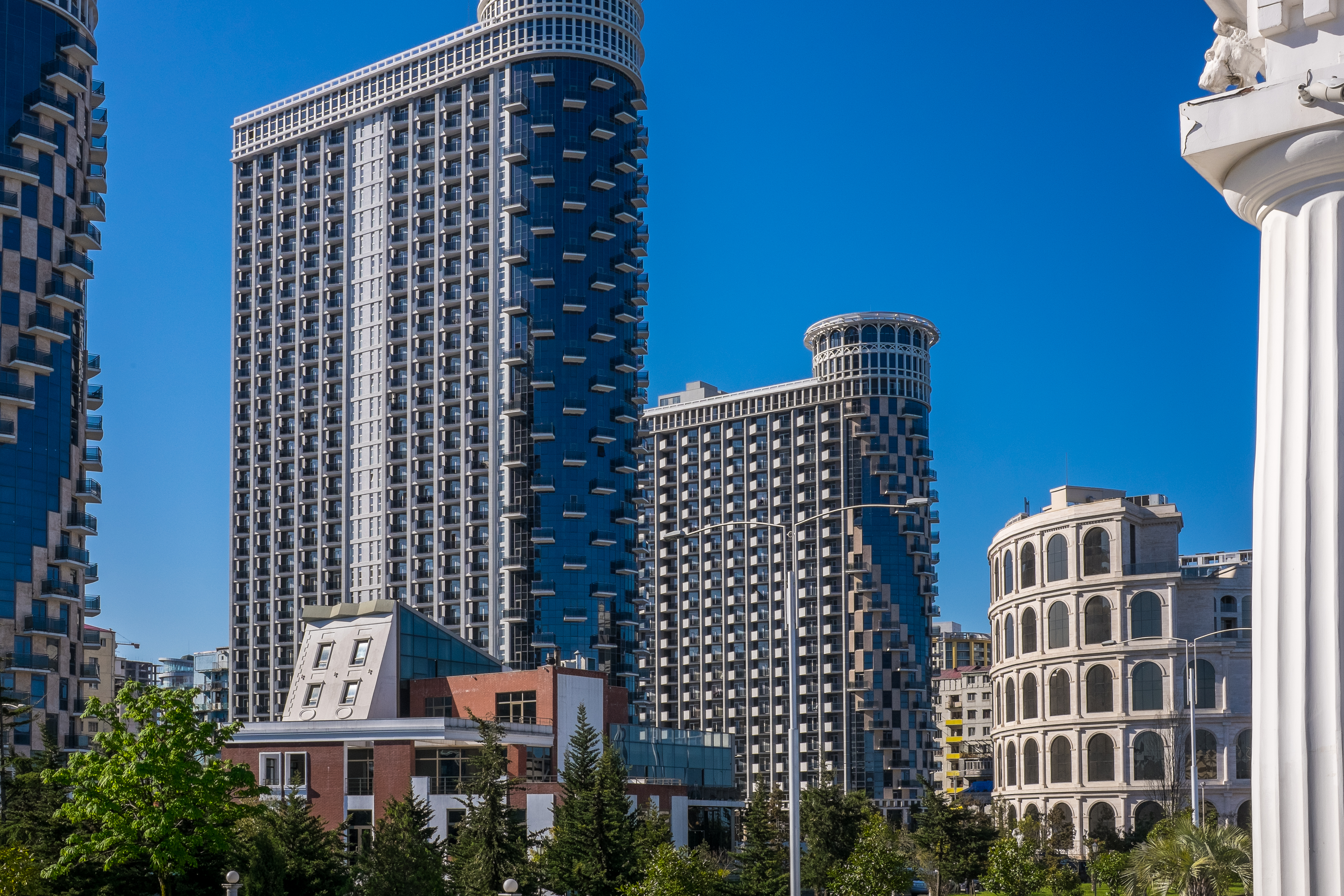
As Georgia's Black Sea coast continues to develop, high-rises are being built amongst Batumi's traditionally classical cityscapes.

Batumi ngày nay là một trong những thành phố cảng quan trọng của Gzuzia. Nơi này có thể đón tàu chở dầu có dung tích lên đến 80,000 tấn được vận chuyển đến Gzuzia từ vùng Trung Á. Ngoài ra, thành phố là cửa ngõ xuất khẩu các nông sản trong vùng. Kể từ năm 1995 công suất của cảng luôn được nâng cao đến khoảng 8 triệu tấn vào năm 2001. Doanh thu hằng năm của cảng khoảng từ $200 đến $300 triệu đô la Mỹ.
Kể từ khi thay đổi chính quyền tại Adjara, Batumi đã thu hút nhiều nhà đầu tư quốc tế, và giá bất động sản ở thành phố đã tăng gấp ba kể từ năm 2001. Tháng 7 năm 2007, trụ sở Hội đồng Lập pháp Gzuzia được chuyển từ Tbilisi đến Batumi nhằm kích thích sự phát triển trong vùng. Vài khách sạn mới được mở sau năm 2009, đầu tiên là Sheraton vào năm 2010 và Radisson Blu vào năm 2011. Trump Tower và Kempinski được lên kế hoạch mở vào năm 2013. Thành phố có vài casino thu hút khách du lịch từ Thổ Nhĩ Kỳ, nơi mà đánh bạc là bất hợp pháp.
Trong quá khứ, Batumi là nơi có Căn cứ quân sự 12 của Nga. Sau cách mạng Hoa Hồng, chính phủ trung ương đẩy nhanh quá trình loại bỏ lực lượng này và đạt được thỏa thuận vào năm 2005 với Moskva. Theo thỏa thuận, quá trình rút quân được dự kiến hoàn tất vào năm 2008, nhưng người Nga đã hoàn thành chuyển giao căn cứ Batumi cho Gzuzia vào ngày 13 tháng 11 năm 2007, sớm trước lịch trình.
Năm 2013, TAM GEO LLC công bố họ đang đầu tư $70 triệu đô la để bắt đầu xây dựng phức hợp tòa nhà Babillon Tower cao 170 mét 45 tầng, đây sẽ là tòa nhà cao nhất ở Gzuzia.

## Khí hậu

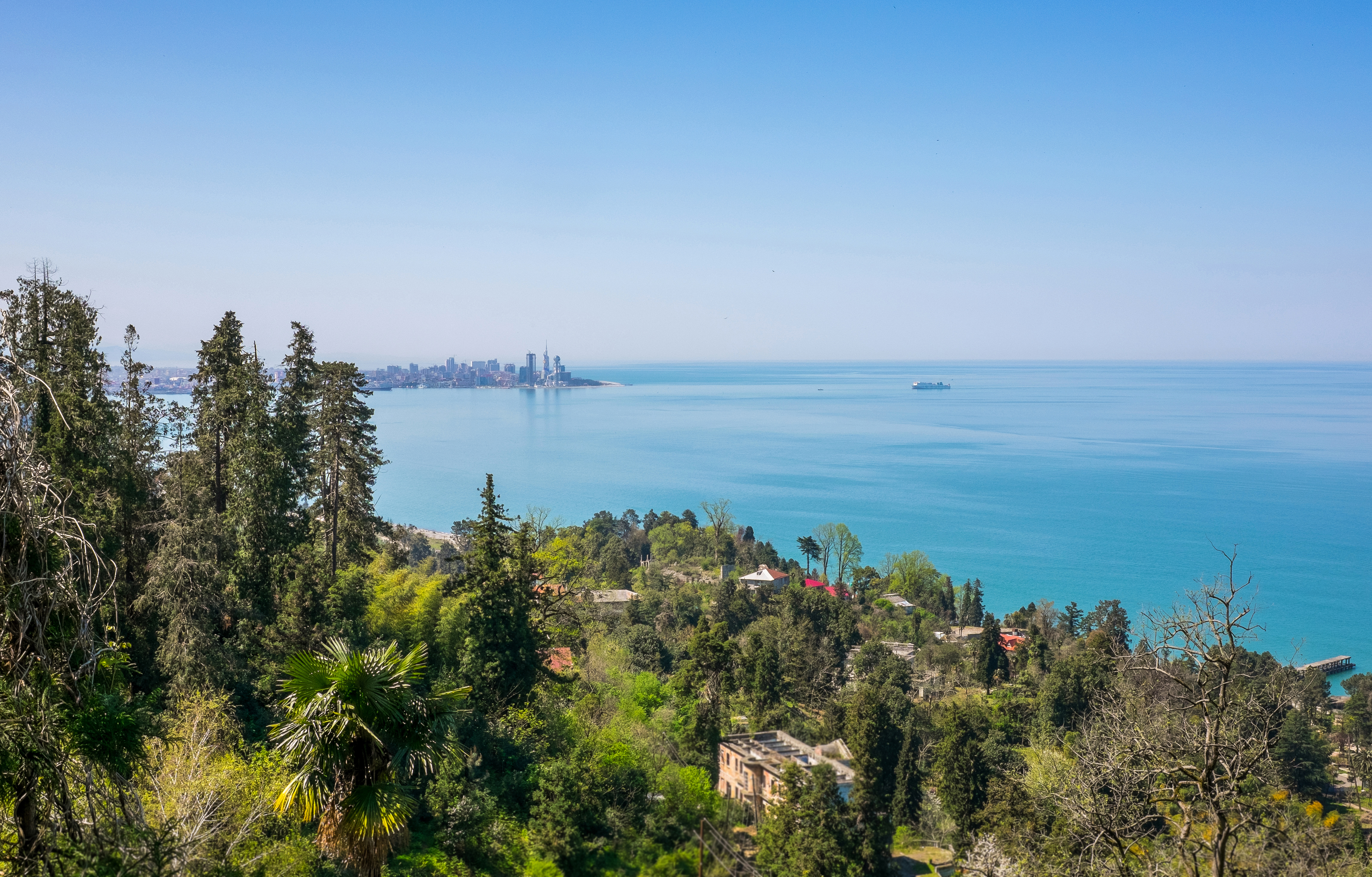
Bờ biển Batumi khi nhìn từ một vách gần đó

Batumi nằm trên đường biên phía nam của khí hậu đại dương (Cfb), nhưng khí hậu nơi này thuộc khí hậu cận nhiệt đới ẩm (Cfa) theo phân loại của Köppen. Khí hậu của thành phố bị ảnh hưởng nhiều của dòng hải lưu từ Biển Đen do hiệu ứng địa chất của các dãy núi gần đó. Kết quả là Batumi có lượng mưa quanh năm khiến cho đây là thành phố ẩm ướt nhất của cả Gzuzia và toàn Vùng Kavkaz.
Nhiệt độ trung bình năm ở Batumi xấp xỉ 14 °C (57 °F). Tháng giêng là tháng lạnh nhất trong năm với nhiệt độ trung bình 7 °C (45 °F). Tháng 8 là tháng nóng nhất, với nhiệt độ trung bình 22 °C (72 °F). Nhiệt độ tuyệt đối thấp nhất từng ghi nhận là −6 °C (21 °F), và tuyệt đối cao nhất là 40 °C (104 °F). Số ngày với nhiệt độ trên 10 °C (50 °F) là 239. Thành phố nhận được 1958 giờ có nắng hằng năm.
Lượng nước mưa trung bình hằng năm của Batumi là 2.392 mm (94,2 in). Tháng 12 là tháng ẩm ướt nhất trong năm với lượng mưa 303 mm (11,9 in), trong khi tháng 5 là tháng khô nhất với lượng mưa 84 mm (3,3 in). Batumi không có nhiều tuyết (tổng lượng tuyết là 30 cm (11,8 in)), và số ngày tuyết phủ trong năm là 12. Độ ẩm tương đối trung bình là 70–80%.
| Dữ liệu khí hậu của Batumi              | Dữ liệu khí hậu của Batumi | Dữ liệu khí hậu của Batumi | Dữ liệu khí hậu của Batumi | Dữ liệu khí hậu của Batumi | Dữ liệu khí hậu của Batumi | Dữ liệu khí hậu của Batumi | Dữ liệu khí hậu của Batumi | Dữ liệu khí hậu của Batumi | Dữ liệu khí hậu của Batumi | Dữ liệu khí hậu của Batumi | Dữ liệu khí hậu của Batumi | Dữ liệu khí hậu của Batumi | Dữ liệu khí hậu của Batumi |
| Tháng                                   | 1                          | 2                          | 3                          | 4                          | 5                          | 6                          | 7                          | 8                          | 9                          | 10                         | 11                         | 12                         | Năm                        |
| --------------------------------------- | -------------------------- | -------------------------- | -------------------------- | -------------------------- | -------------------------- | -------------------------- | -------------------------- | -------------------------- | -------------------------- | -------------------------- | -------------------------- | -------------------------- | -------------------------- |
| Cao kỉ lục °C (°F)                      | 25 (77)                    | 26 (79)                    | 28 (82)                    | 32 (90)                    | 33 (91)                    | 36 (97)                    | 40 (104)                   | 37 (99)                    | 34 (93)                    | 31 (88)                    | 30 (86)                    | 28 (82)                    | 40 (104)                   |
| Trung bình ngày tối đa °C (°F)          | 9.8 (49.6)                 | 10.4 (50.7)                | 13.3 (55.9)                | 16.8 (62.2)                | 20.2 (68.4)                | 23.9 (75.0)                | 25.8 (78.4)                | 26.2 (79.2)                | 24.2 (75.6)                | 21.1 (70.0)                | 16.4 (61.5)                | 8.2 (46.8)                 | 18.0 (64.4)                |
| Trung bình ngày °C (°F)                 | 6.3 (43.3)                 | 6.6 (43.9)                 | 8.9 (48.0)                 | 12.0 (53.6)                | 15.6 (60.1)                | 19.3 (66.7)                | 22.0 (71.6)                | 22.2 (72.0)                | 19.8 (67.6)                | 16.5 (61.7)                | 12.3 (54.1)                | 8.9 (48.0)                 | 14.2 (57.6)                |
| Tối thiểu trung bình ngày °C (°F)       | 2.8 (37.0)                 | 2.9 (37.2)                 | 4.5 (40.1)                 | 7.2 (45.0)                 | 11.1 (52.0)                | 14.8 (58.6)                | 18.2 (64.8)                | 18.3 (64.9)                | 15.4 (59.7)                | 11.9 (53.4)                | 8.2 (46.8)                 | 5.2 (41.4)                 | 10.0 (50.1)                |
| Thấp kỉ lục °C (°F)                     | −5 (23)                    | −6 (21)                    | −3 (27)                    | 1 (34)                     | 5 (41)                     | 8 (46)                     | 11 (52)                    | 11 (52)                    | 10 (50)                    | 5 (41)                     | −1 (30)                    | −4 (25)                    | −6 (21)                    |
| Lượng Giáng thủy trung bình mm (inches) | 248 (9.8)                  | 188 (7.4)                  | 153 (6.0)                  | 111 (4.4)                  | 108 (4.3)                  | 142 (5.6)                  | 168 (6.6)                  | 205 (8.1)                  | 267 (10.5)                 | 277 (10.9)                 | 312 (12.3)                 | 268 (10.6)                 | 2.447 (96.5)               |
| Số giờ nắng trung bình tháng            | 99                         | 105                        | 126                        | 148                        | 199                        | 235                        | 214                        | 223                        | 201                        | 176                        | 125                        | 107                        | 1.958                      |
| [ cần dẫn nguồn ]                       |                            |                            |                            |                            |                            |                            |                            |                            |                            |                            |                            |                            |                            |

## Quang cảnh

### Kiến trúc đương đại

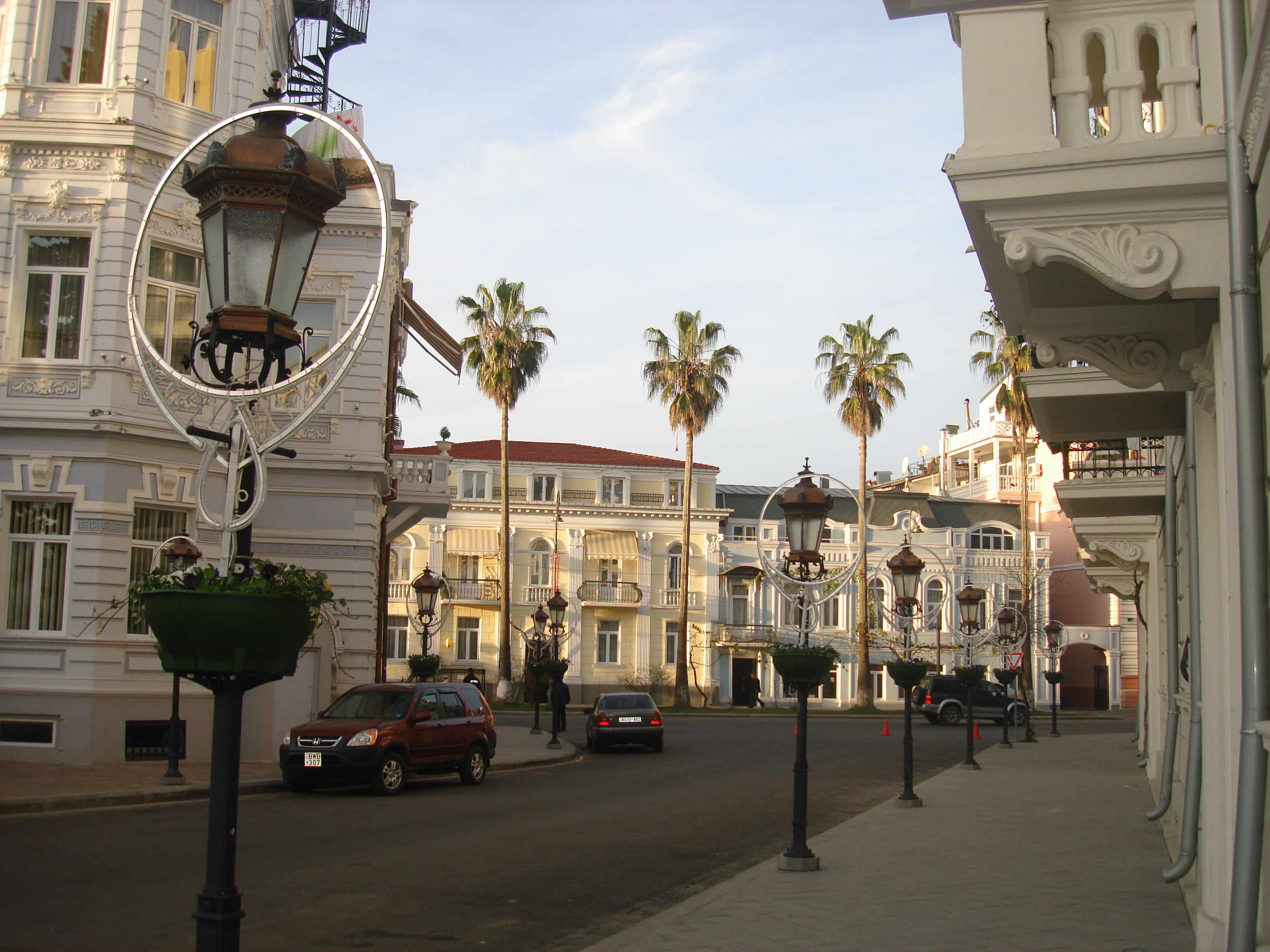
Đường phố ở Batumi

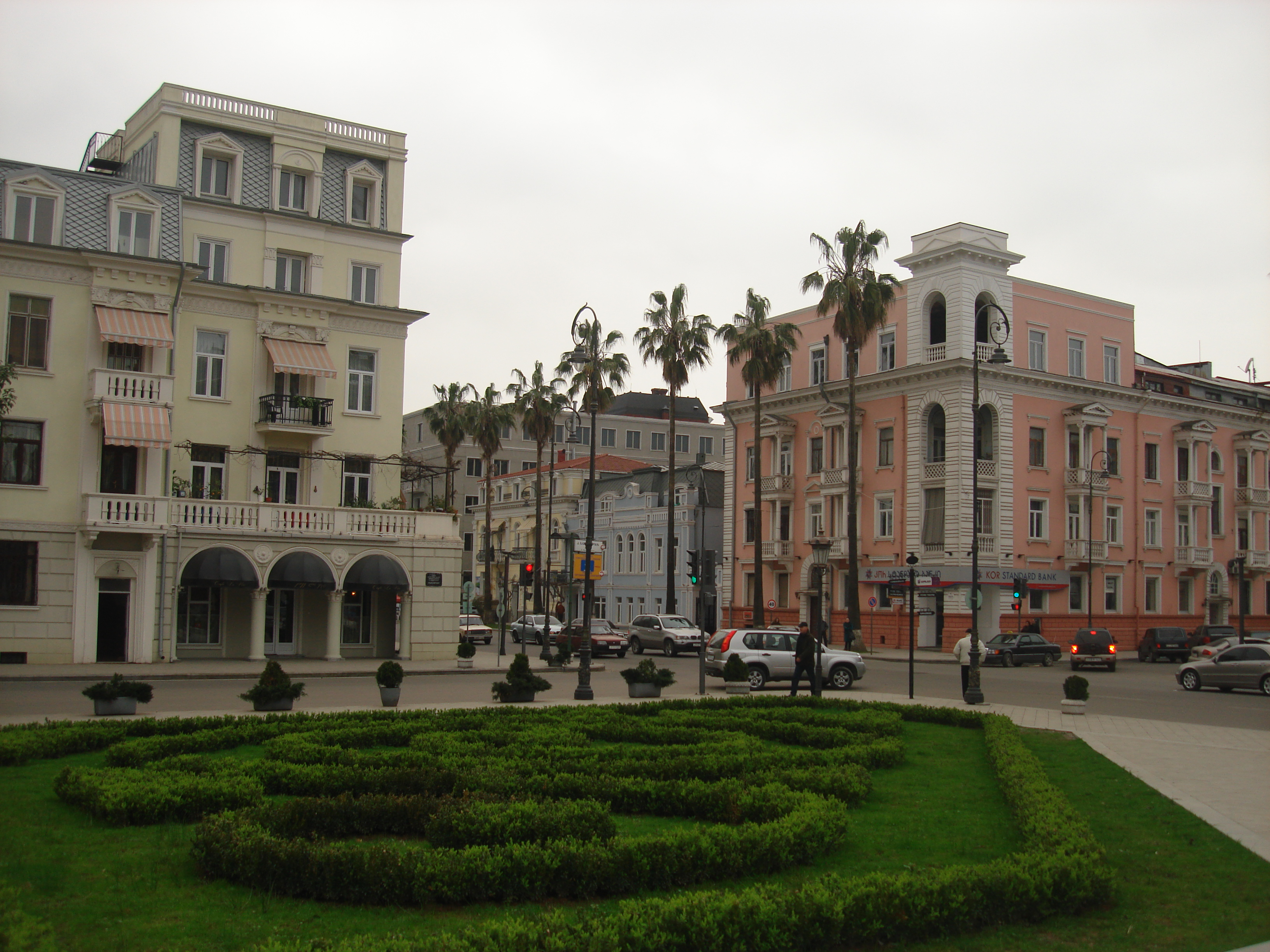
Quảng trường Batumi Neptun

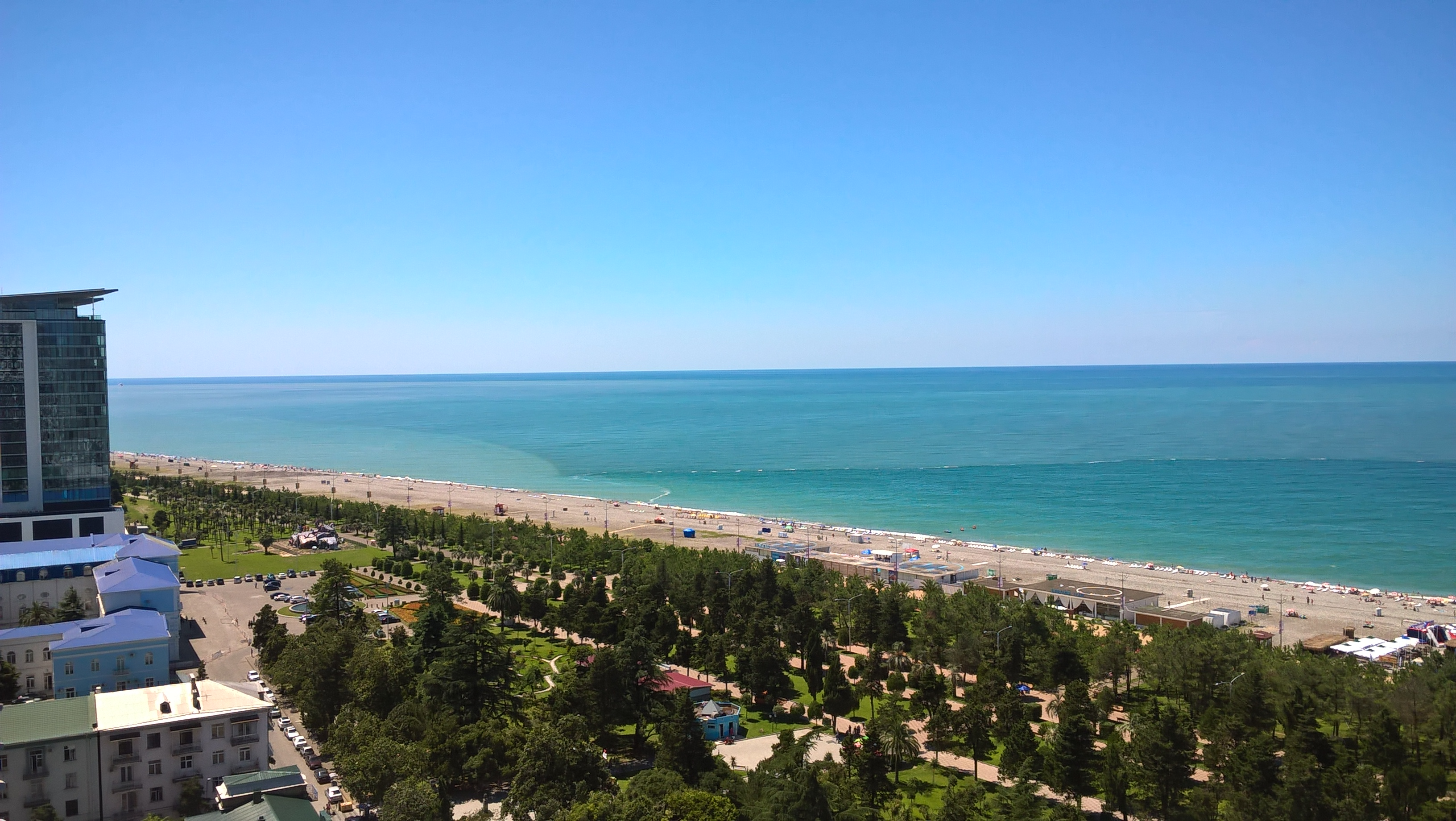
Đại lộ và bãi biển Batumi

Diện mạo Batumi đã thay đổi kể từ năm 2007 với những tòa nhà và tượng đài mang kiến trúc đương đại, bao gồm:
- Khách sạn Radisson Blu
- Public Service Hall
- Hilton Batumi
- Leogrand

Một khách sạn và sòng bạc Kempinski được mở vào năm 2013, một khách sạn Hilton cũng như Trump Tower 47 tăng đang được lên kế hoạch.

#### Kiến trúc Novelty
Novelty architecture ở Batumi bao gồm:
- Sheraton Hotel, thiết kế theo kiểu Great Lighthouse at Alexandria, Egypt[9]
- Alphabetic Tower (145 mét (476 ft) high), celebrating Georgian script and writing
- Piazza, a mixed-used development in the dưới dạng Italian piazza
- Các tòa nhà thiết kế theo kiểu hải đăng, Acropolis, và White House lộn ngược

## Giao thông
Thành phố có sân bay Batumi, là một trong ba sân bay quốc tế của nước này.
Một hệ thống bike-sharing có tên BatumVelo cho phép thuê xe đạp trên đường phố thẻ thông minh.

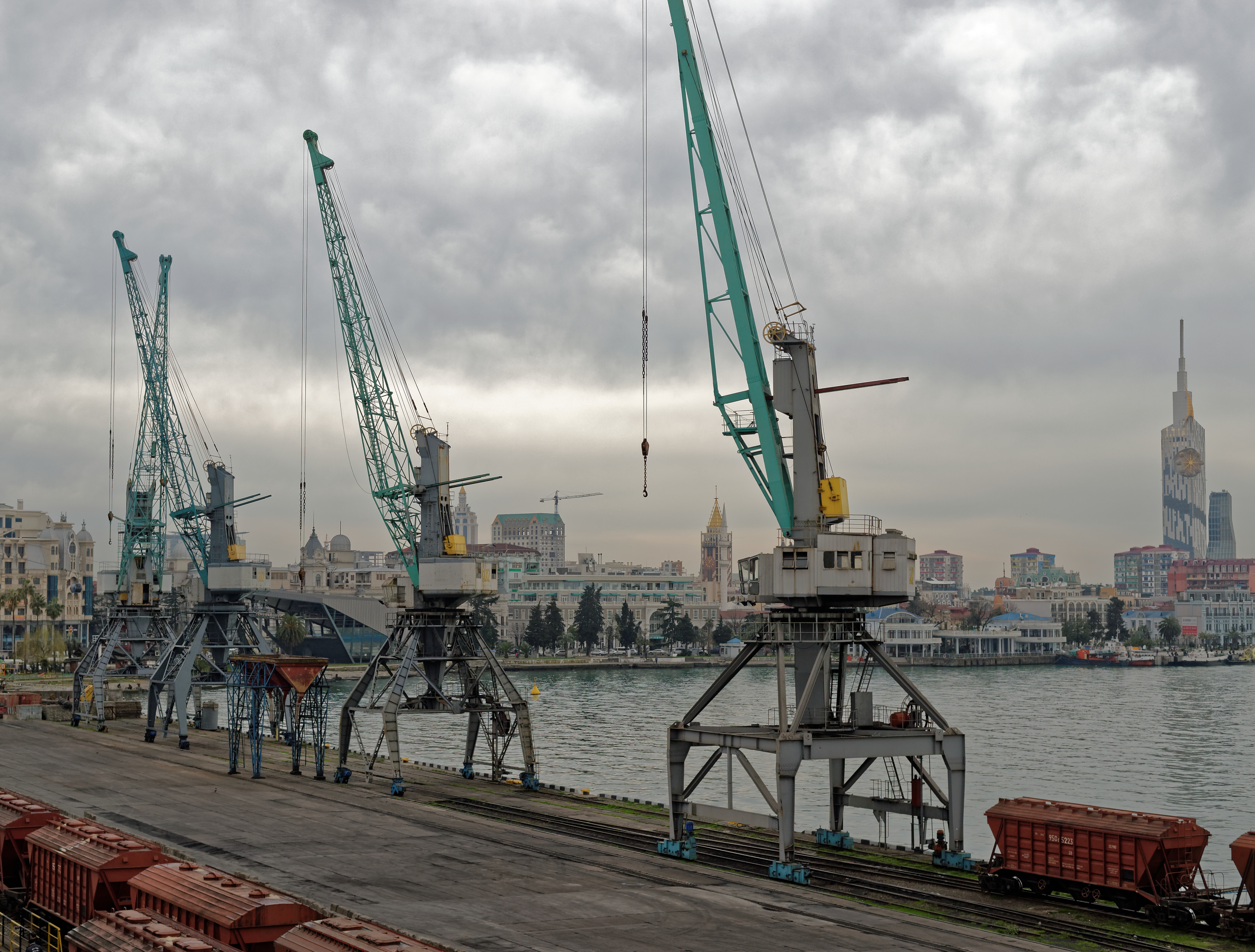
Cảng biển Batumi với thành phố phía sau